# Judd Apatow
Judd Apatow (/ˈæpətaʊ/) (New York-Queens, 1967. december 6. –) háromszoros Primetime Emmy-díjas amerikai filmproducer, forgatókönyvíró, filmrendező, színész és humorista. Az Apatow Productions nevű produkciós cég megalapítójaként az ő nevéhez fűződik a Különcök és stréberek című televíziós sorozat, valamint többek között a 40 éves szűz (2005), a Felkoppintva (2007), a Ki nevet a végén? (2009), a 40 és annyi (2012) és a Kész katasztrófa (2005) című filmek elkészítése.
Munkásságával számos díjat elnyert, köztük egy Emmy-díjat (a The Ben Stiller Show című sorozatért). Filmjei Oscar, Golden Globe, és Grammy-jelöléseket is kaptak. 2007-ben az Entertainment Weekly magazin „Hollywood 50 legokosabb embere” listáján első helyezést szerzett. Apatow-ot a férfiak közti barátságot bemutató, úgynevezett „bromantikus” vígjáték nevű modern filmes műfaj úttörőjének tartják.

## Fiatalkora
Queensben született, Tamara „Tami” (leánykori nevén Shad) és az ingatlanfejlesztő Maury Apatow második gyermekeként, zsidó származású, de nem vallásos családban. Két testvére van, egy bátyja, Robert és egy húga, Mia. Anyai nagyapja Bob Shad lemezkiadó, aki olyan művészekkel dolgozott együtt, mint Janis Joplin, Charlie Parker, Dizzy Gillespie és Sarah Vaughan. Anyai nagyanyja szerepelt későbbi 40 és ennyi című filmjében (Paul Rudd karakterének nagyanyjaként).
Tizenéves volt, amikor szülei elváltak és ezzel családja is szétszakadt. Judd főként apjával lakott, hétvégente látogatta meg anyját; egyik nyáron édesanyja egy humorista klubban dolgozott, Judd itt találkozott először az élőben előadott stand-up comedy műfajjal.
Gyermekként a komédia műfajának megszállottja lett, gyerekkori hősei Steve Martin, Bill Cosby és a Marx fivérek voltak. A műfajjal először a Long Island East Side Comedy Clubban kezdett el foglalkozni, ahol mosogatott, majd a Syosset-i középiskolában, ahová járt, Comedy Club címmel rádiós műsort indított az iskolarádióban. Ennek segítségével találkozhatott és tanulhatott azoktól a komikusoktól, akikre felnézett. Ezzel egyidőben elkezdte felkeresni az általa csodált előadóművészeket és interjúkat készített Steve Allennel, Howard Sternnel, Harold Ramisszal és John Candyvel, valamint olyan, akkoriban feltörekvő humoristákkal, mint Jerry Seinfeld, Steven Wright vagy Garry Shandling.

## Pályafutása

### 2004–2007

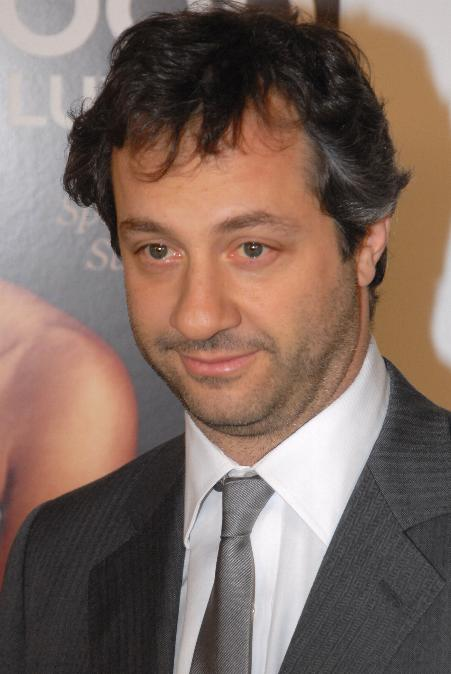
Apatow 2007-ben.

Producerként vett részt a 2004-es A híres Ron Burgundy legendája című film elkészítésében, melynek rendezője Adam McKay, főszereplője pedig Will Ferrell volt. A film sikert aratott a jegypénztáraknál, Apatow a film folytatásában, a 2013-as Ron Burgundy: A legenda folytatódik című filmben is produceri feladatokat látott el.
Rendezőként 2005-ben debütált a 40 éves szűz című romantikus vígjátékkal, melynek forgatókönyvét is ő írta, a főszereplő Steve Carell-lel közösen. A film első helyen nyitott a jegypénztáraknál és világszerte 175 millió dolláros bevételt ért el. A pénzügyi siker mellett a kritikusok elismerését is kiérdemelte; felkerült az Amerikai Filmintézet „az év legjobb filmjei” listájára és elnyerte a legjobb filmvígjátéknak járó díjat a 11. Critics' Choice Awards díjátadón. Apatow-ot a Writers Guild of America jelölte a legjobb eredeti forgatókönyvért járó díjra, továbbá négy MTV Movie Awards-jelölész kapott, beleértve Carell győzelmét legjobb komikus színész-kategóriában.
2007-ben jelent meg Felkoppintva című filmje, mely pénzügyileg és kritikailag is sikert ért el. Apatow a film forgatókönyvének első vázlatát a 2006-os Taplógáz: Ricky Bobby legendája forgatása közben írta meg.
2007-ben, ismét producerként, a Superbad, avagy miért ciki a szex? című filmen dolgozott, melyet Seth Rogen és Evan Goldberg írt meg közösen. Rogen és Goldberg még tizenévesen álmodta meg a későbbi film alapkoncepcióját, de képtelenek voltak filmstúdiót találni ötletük megvalósításához. Apatow felfogadta a szerzőpárost az Ananász expressz című stoner-akcióvígjáték megírásához, melyet Apatow eladhatóbbnak talált. Apatow A híres Ron Burgundy legendája és a 40 éves szűz sikere után sem tudta eladni a Superbad és az Ananász Expressz forgatókönyvét; csak miután producerként részt vett a bevételek szempontjából sikeresTaplógáz című film megvalósításában, döntött úgy a Sony Pictures Entertainment, hogy elkészíti mindkét filmet. Ekkor Rogen már túl idős volt a Superbad középiskolás főszereplőjének eljátszásához, ezért mellékszereplőként egy rendőrt alakított a filmben, a főszerepet pedig egy barátja, Jonah Hill kapta meg. A Superbad első helyen nyitott a jegypénztáraknál és a nyitóhéten 33 millió dolláros bevételt ért el. A szórakoztatóipar bennfentesei ekkorra már arról beszéltek, hogy Apatow saját brand-et alakított ki önmaga körül, egy olyan idősebb korosztály számára elkészített filmekkel, amely korosztály akár a tizenévesekről szóló filmeket is szívesen megnézi.
Apatow ugyanebben az évben producerként és társíróként együtt dolgozott Jake Kasdan rendezővel A lankadatlan – A Dewey Cox sztori című életrajzi paródiában. A 2007-ben megjelent film főszereplője John C. Reilly, Kristen Wiig és Jenna Fischer volt – habár a vígjáték pozitív kritikákat kapott, bevételek szempontjából rosszul teljesített.

### 2008–2011

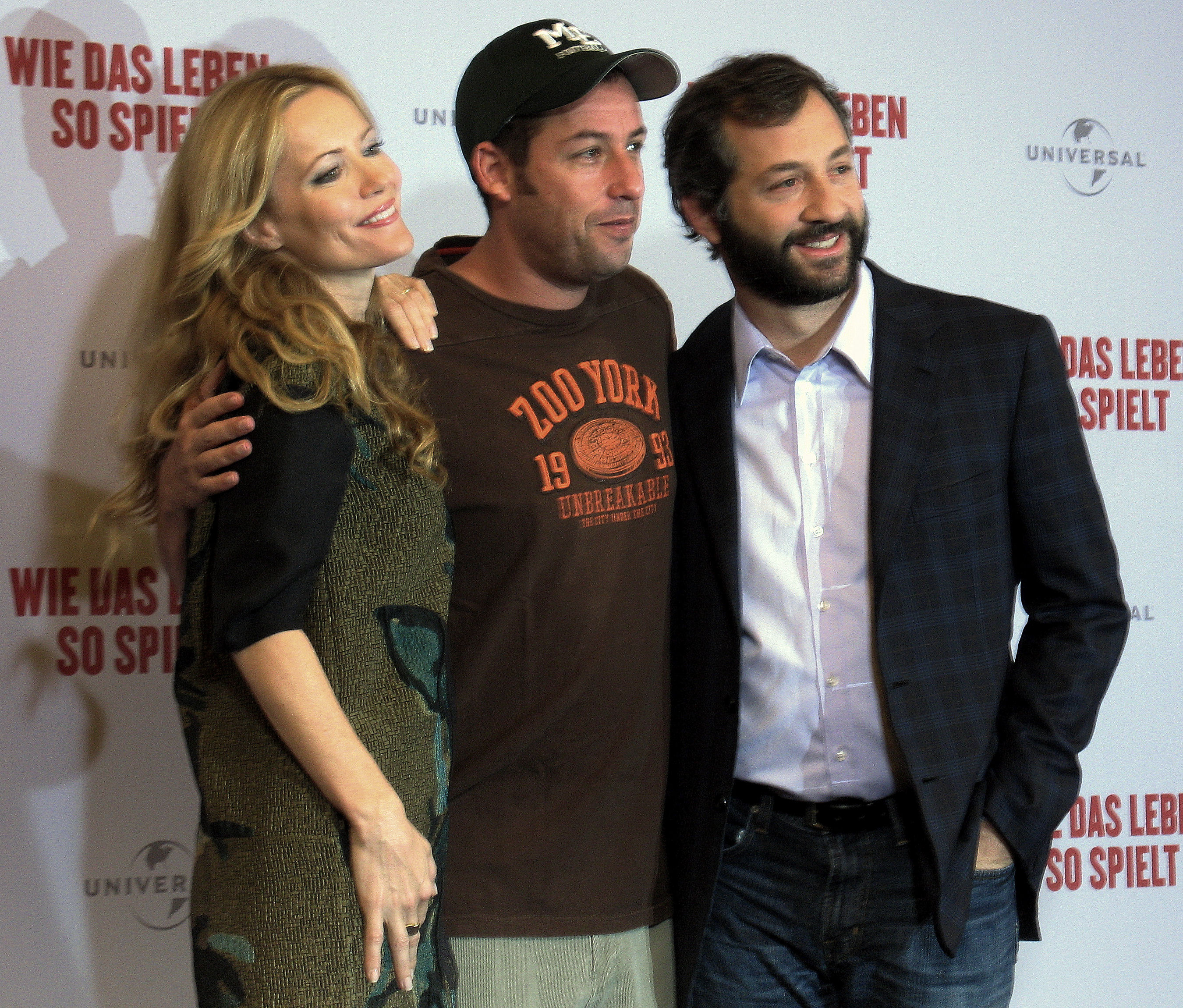
Apatow (jobbra) és felesége, Leslie Mann, Adam Sandler társaságában (Berlin, 2009).

2008-ban Apatow a Fúrófej Taylor című vígjáték producere volt, melynek forgatókönyvét Seth Rogen írta, a főbb szerepekben Owen Wilson és Apatow felesége, Leslie Mann látható. A filmet a kritikusok negatívan fogadták, maga Apatow is megvonta támogatását filmjétől, mivel szerinte az nem olyan lett, mint amit eredetileg megálmodott. 2008-ban további vígjátékokat készített el producerként – a Lepattintva főszereplője Jason Segel és Kristen Bell; a Tesó-tusa ismét a Taplógáz főszereplőit, Will Ferrellt és John C. Reillyt vonultatja fel; az Ananász expressz főszerepében pedig Seth Rogen és James Franco látható, akik korábban mindketten a Különcök és stréberek szereplői voltak. Forgatókönyvíróként segédkezett Adam Sandler Ne szórakozz Zohannal! című filmjének elkészítésében, melynek Sandler és Robert Smigel szintén forgatókönyvírója volt.
2009-es A kezdet kezdete című, bibliai témájú vígjátéka – melyben producerként vett részt, főszereplője Jack Black és Michael Cera, rendezője pedig Harold Ramis – kedvezőtlen fogadtatásban részesült. Ugyanebben az évben készítette el harmadik rendezéseként a Ki nevet a végén?-t. Apatow írta a forgatókönyvet is, a filmben Adam Sandler és Seth Rogen egy humorista párost alakít, melynek egyik tagja halálos beteg. További szerepekben Leslie Mann, valamint Eric Bana látható (aki korábban Ausztráliában humoristaként dolgozott, mielőtt amerikai filmekben szerepelt volna). Az Apatow korábbi filmjeinél több drámai elemet tartalmazó film bevétel szempontjából nem lett sikeres, de a filmkritikusok többsége méltatta, kiemelve a film érettségét és érzelmi mélységét.
2010-ben producerként szolgált a Lepattintva spin-off-jaként elkészült Felhangolva című filmben, melyben Russell Brand ismét korábbi szerepében tért vissza és Jonah Hill is szerepelt, bár egy új karaktert alakított. Az Universal Pictures által forgalmazott film jól teljesített jegyeladási szempontból, 60 millió dollár feletti bevétellel.
2011-ben a producer Apatow elkészítette minden idők legsikeresebb R-besorolású női vígjátékát; a Koszorúslányok Oscar-jelöléseket kapott legjobb női mellékszereplő (Melissa McCarthy) és legjobb eredeti forgatókönyv (Annie Mumolo & Kristen Wiig) kategóriákban, továbbá két Golden Globe és két Screen Actors Guild Award-jelölést is szerzett. Elnyerte a Critics' Choice Movie Award legjobb vígjátéknak járó díját, a People's Choice Award kedvenc filmvígjáték-díját és felkerült az Amerikai Filmintézet „az év legjobb filmjei” listájára. Még szintén 2011-ben Apatow producerként működött közre a Csajok című sorozatban, miután megtekintette Lena Dunham 2010-es Tiny Furniture című filmjét.

### 2012-től napjainkig
Producerként 2012-es filmje a Hippi-túra. A vígjáték főszereplői, Jennifer Aniston és Paul Rudd egy házaspárt alakítanak, akik csatlakoznak egy hippi kommunához. Még ugyanebben az évben másik produceri munkája az Ötéves jegyesség volt, melyben Jason Segel és Emily Blunt alakít szerelmes párt. Apatow negyedik rendezői játékfilmje a 40 és annyi – mely a Felkoppintva spin-off-ja – 2012 végén jelent meg. A Felkoppintva című filmből már ismert főszereplőket ezúttal is Paul Rudd és Leslie Mann formálja meg. Mellettük feltűnik  a filmben Jason Segel, Megan Fox, Lena Dunham, Chris O’Dowd, Melissa McCarthy, John Lithgow, Charlyne Yi, Albert Brooks és Apatow két lánya, Iris és Maude Apatow is. A 40 és annyi túlnyomórészt pozitív kritikákat kapott.
2013-ban mutatták be Ron Burgundy: A legenda folytatódik című produceri munkáját. Szerelemre hangszerelve című filmje, melyben szintén produceri teendőket látott el, 2014-ben jelent meg Keira Knightley és Mark Ruffalo főszereplésével. Az író-rendező John Carney először 2010-ben mutatta meg Apatownak a film terveit, aki ezután Tobin Armbrust és Anthony Bregman producerekkel közösen vett részt az elkészítésében. 2015-ben – több évtizeddel a megírása után – Apatow forgatókönyvéből epizód készült A Simpson család számára, Bart's New Friend címmel.
Apatow ötödik játékfilmes rendezése a 2015-ös Kész katasztrófa volt. A film forgatókönyvírója és egyben főszereplője Amy Schumer, aki filmbeli szerepe szerint próbál komoly párkapcsolatot kialakítani, számos egyéjszakás kalandja után. A film nagyrészt pozitív kritikákat kapott, és a 35 milliós költségvetésű mű világszerte 141 millió dolláros bevételt hozott.
2016-ban jelent meg egy új Pee-Wee Herman-film, Paul Reubens főszereplésével (aki forgatókönyvíróként is részt vett a projektben). Az Apatow által producerként jegyzett filmet a Netflix-en mutatták be, Pee-wee's Big Holiday címmel. Szintén 2016-ban alkotta meg Apatow a Love című Netflixes vígjátékot, melynek forgatókönyvírója és vezető producere is egyben. Megborulva című sorozatát 2016-ban vásárolta meg a HBO.A részben életrajzi ihletésű sorozat megalkotója és főszereplője Pete Holmes, Apatow vezető producerként és rendezőként működött közre.

## Magánélete

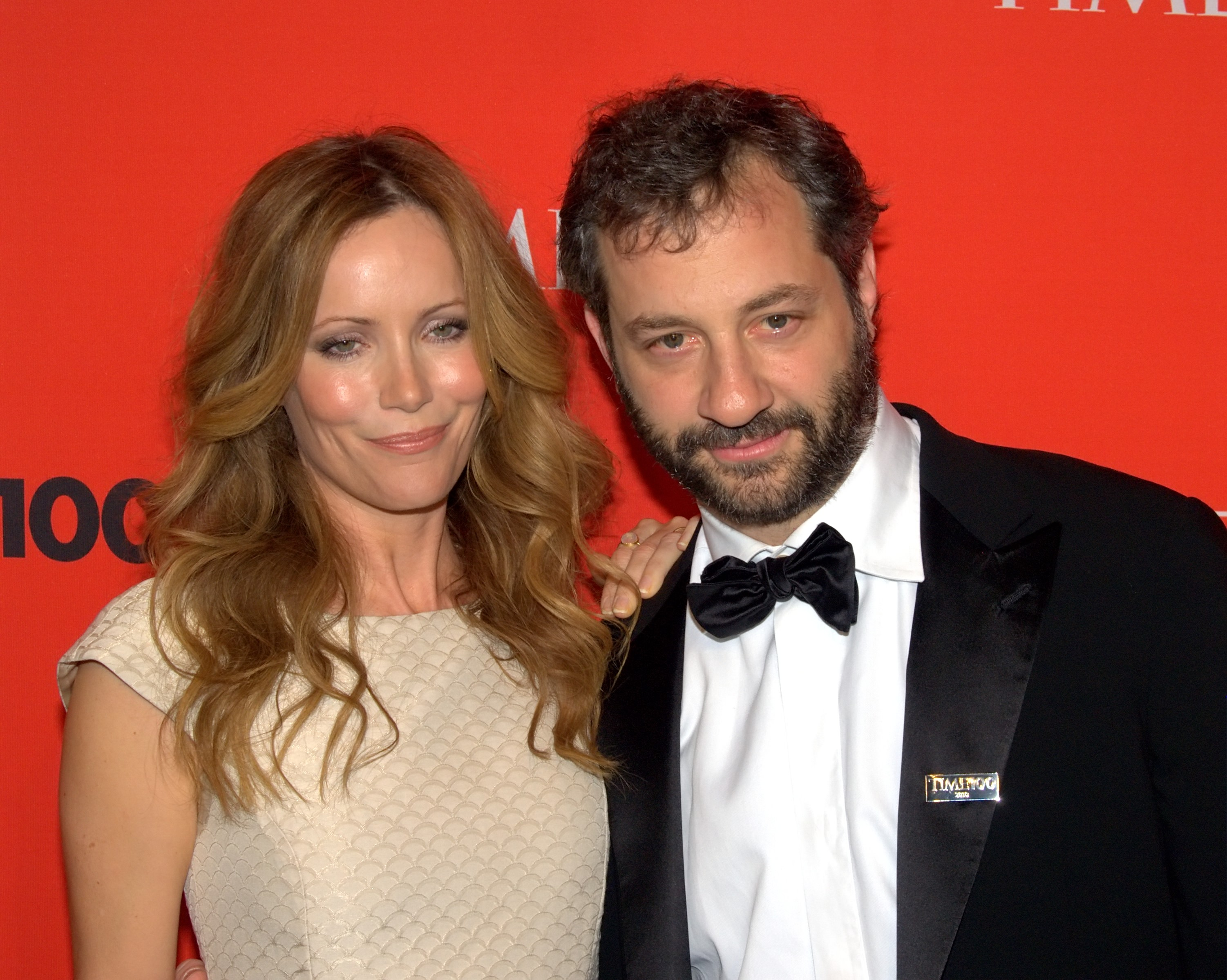
Apatow és felesége, Leslie Mann

Az 1996-os A kábelbarát forgatása közben ismerte meg Leslie Mannt, aki színésznőként szerepelt a filmben (Apatow producerként volt jelen a forgatáson). 1997. június 9-én házasodtak össze Los Angelesben, két lányuk született, Maude és Iris. Leslie szerepelt a Különcök és stréberek című sorozatban, továbbá Apatow a 40 éves szűz, a Felkoppintva, a Fúrófej Taylor, a Ki nevet a végén? és a 40 és annyi című filmjeiben. Lányaik szintén szerepet kaptak a Felkoppintva, a Ki nevet a végén? és a 40 és annyi című filmekben. Utóbbi filmben nyújtott alakításáért Maude Young Artist Award-jelölést kapott legjobb filmbeli alakítás – fiatal mellékszereplő színésznő-kategóriában.

## Filmográfia

### Film
| Év   | Magyar cím                                         | Eredeti cím                                   | Feladatkör | Feladatkör | Feladatkör |
| Év   | Magyar cím                                         | Eredeti cím                                   | Rendező    | Producer   | Író        |
| ---- | -------------------------------------------------- | --------------------------------------------- | ---------- | ---------- | ---------- |
| 1992 | Túl a hídon                                        | Crossing the Bridge                           | Nem        | Igen       | Nem        |
| 1995 | Nehézfiúk                                          | Heavyweights                                  | Nem        | Igen       | Igen       |
| 1996 | Csont nélkül                                       | Celtic Pride                                  | Nem        | Vezető     | Igen       |
| 1996 | A kábelbarát                                       | The Cable Guy                                 | Nem        | Igen       | Nem        |
| 2004 | A híres Ron Burgundy legendája                     | Anchorman: The Legend of Ron Burgundy         | Nem        | Igen       | Nem        |
| 2005 | Papák a partvonalon                                | Kicking & Screaming                           | Nem        | Vezető     | Nem        |
| 2005 | 40 éves szűz                                       | The 40-Year-Old Virgin                        | Igen       | Igen       | Igen       |
| 2005 | Dick és Jane trükkjei                              | Fun with Dick and Jane                        | Nem        | Nem        | Igen       |
| 2006 | TV játék                                           | The TV Set                                    | Nem        | Vezető     | Nem        |
| 2006 | Taplógáz: Ricky Bobby legendája                    | Talladega Nights: The Ballad of Ricky Bobby   | Nem        | Igen       | Nem        |
| 2007 | Felkoppintva                                       | Knocked Up                                    | Igen       | Igen       | Igen       |
| 2007 | Superbad, avagy miért ciki a szex?                 | Superbad                                      | Nem        | Igen       | Nem        |
| 2007 | A lankadatlan – A Dewey Cox sztori                 | Walk Hard: The Dewey Cox Story                | Nem        | Igen       | Igen       |
| 2008 | Fúrófej Taylor                                     | Drillbit Taylor                               | Nem        | Igen       | Nem        |
| 2008 | Lepattintva                                        | Forgetting Sarah Marshall                     | Nem        | Igen       | Nem        |
| 2008 | Ne szórakozz Zohannal!                             | You Don't Mess with the Zohan                 | Nem        | Nem        | Igen       |
| 2008 | Tesó-tusa                                          | Step Brothers                                 | Nem        | Igen       | Nem        |
| 2008 | Ananász expressz                                   | Pineapple Express                             | Nem        | Igen       | Sztori     |
| 2009 | A kezdet kezdete                                   | Year One                                      | Nem        | Igen       | Nem        |
| 2009 | Ki nevet a végén?                                  | Funny People                                  | Igen       | Igen       | Igen       |
| 2010 | Felhangolva                                        | Get Him to the Greek                          | Nem        | Igen       | Nem        |
| 2011 | Koszorúslányok                                     | Bridesmaids                                   | Nem        | Igen       | Nem        |
| 2012 | Hippi-túra                                         | Wanderlust                                    | Nem        | Igen       | Nem        |
| 2012 | Ötéves jegyesség                                   | The Five-Year Engagement                      | Nem        | Igen       | Nem        |
| 2012 | 40 és annyi                                        | This Is 40                                    | Igen       | Igen       | Igen       |
| 2013 | Ron Burgundy: A legenda folytatódik                | Anchorman 2: The Legend Continues             | Nem        | Igen       | Nem        |
| 2014 | Szerelemre hangszerelve                            | Begin Again                                   | Nem        | Igen       | Nem        |
| 2015 | Kész katasztrófa                                   | Trainwreck                                    | Igen       | Igen       | Nem        |
| 2016 |                                                    | Pee-wee's Big Holiday                         | Nem        | Igen       | Nem        |
| 2016 | Popsztár: Soha ne állj le (a soha le nem állással) | Popstar: Never Stop Never Stopping            | Nem        | Igen       | Nem        |
| 2017 | Rögtönzött szerelem                                | The Big Sick                                  | Nem        | Igen       | Nem        |
| 2017 |                                                    | May It Last: A Portrait of the Avett Brothers | Igen       | Igen       | Nem        |
| 2018 | Garry Shandling élete                              | The Zen Diaries of Garry Shandling            | Igen       | Igen       | Nem        |
| 2018 | A meztelen Juliet                                  | Juliet, Naked                                 | Nem        | Igen       | Nem        |
| 2020 | Staten Island királya                              | The King of Staten Island                     | Igen       | Igen       | Igen       |
| 2020 | A buborék                                          | The Bubble                                    | Igen       | Igen       | Igen       |

### Televízió

#### Rendező, író és producer
| Év        | Magyar cím            | Eredeti cím                        | Feladatkör | Feladatkör | Feladatkör | Megjegyzések             |
| Év        | Magyar cím            | Eredeti cím                        | Rendező    | Producer   | Író        | Megjegyzések             |
| --------- | --------------------- | ---------------------------------- | ---------- | ---------- | ---------- | ------------------------ |
| 1992–1993 |                       | The Ben Stiller Show               | Nem        | Vezető     | Igen       | 13 epizód                |
| 1993–1998 |                       | The Larry Sanders Show             | Igen       | Igen       | Igen       | 76 epizód                |
| 1994–95   |                       | The Critic                         | Nem        | Igen       | Igen       | 21 epizód                |
| 1999–2000 | Különcök és stréberek | Freaks and Geeks                   | Igen       | Vezető     | Igen       | 18 epizód                |
| 2001–2002 |                       | Undeclared                         | Igen       | Vezető     | Igen       | 17 epizód                |
| 2010–2011 | Halálosan komolytalan | Funny or Die Presents              | Nem        | Vezető     | Igen       | 36 epizód                |
| 2012–2017 | Csajok                | Girls                              | Nem        | Vezető     | Igen       | 62 epizód                |
| 2015      | A Simpson család      | The Simpsons                       | Nem        | Nem        | Igen       | 1 epizód                 |
| 2016      |                       | 30 for 30                          | Igen       | Vezető     | Nem        | 1 epizód                 |
| 2016–2018 |                       | Love                               | Nem        | Vezető     | Igen       | 34 epizód                |
| 2017–2019 | Megborulva            | Crashing                           | Igen       | Vezető     | Igen       | 24 epizód                |
| 2018      |                       | The Zen Diaries of Garry Shandling | Igen       | Igen       | Nem        | dokumentumsorozat        |
| 2022      |                       | George Carlin's American Dream     | Igen       | Vezető     | Nem        | kétrészes dokumentumfilm |

#### Színész
| Év        | Magyar cím            | Eredeti cím          | Szerep                  | Megjegyzések |
| --------- | --------------------- | -------------------- | ----------------------- | ------------ |
| 1992      |                       | The Ben Stiller Show | Foxy The Fox / Jay Leno | 3 epizód     |
| 1994      |                       | The Critic           | Jay Leno                | 1 epizód     |
| 1995      |                       | NewsRadio            | Goofy Ball              | 1 epizód     |
| 2006      | Bagoly mondja         | Help Me Help You     | Judd                    | 2 epizód     |
| 2011      | Amerika főműsoridőben | America in Primetime | önmaga                  | 4 epizód     |
| 2014      | A Simpson család      | The Simpsons         | önmaga (hangja)         | 1 epizód     |
| 2015      |                       | Comedy Bang! Bang!   | önmaga                  | 1 epizód     |
| 2016–2017 |                       | Lady Dynamite        | önmaga                  | 2 epizód     |

## Fordítás
Ez a szócikk részben vagy egészben  a   Judd Apatow című angol Wikipédia-szócikk fordításán alapul.  Az eredeti cikk szerkesztőit annak laptörténete sorolja fel. Ez a jelzés csupán a megfogalmazás eredetét és a szerzői jogokat jelzi, nem szolgál a cikkben szereplő információk forrásmegjelöléseként.

## További információ
- Hivatalos oldal
- Judd Apatow a PORT.hu-n (magyarul)
- Judd Apatow az Internetes Szinkronadatbázisban (magyarul)
- Judd Apatow az Internet Movie Database-ben (angolul)
- Judd Apatow a Rotten Tomatoeson (angolul)